# Batteri Torslanda
Batteri Torslanda (Hjuviksbatteriet) var mellan 1941 och 1999 en militär anläggning i kustartilleriet mellan Hällsvik och Hjuvik, i Torslanda, Göteborgs kommun. Batteri Torslanda/Hjuvik har sedan 1939 varit en viktig grupperingsplats för förband med huvuduppgift att försvara hamninloppet till Göteborg.

## Historia

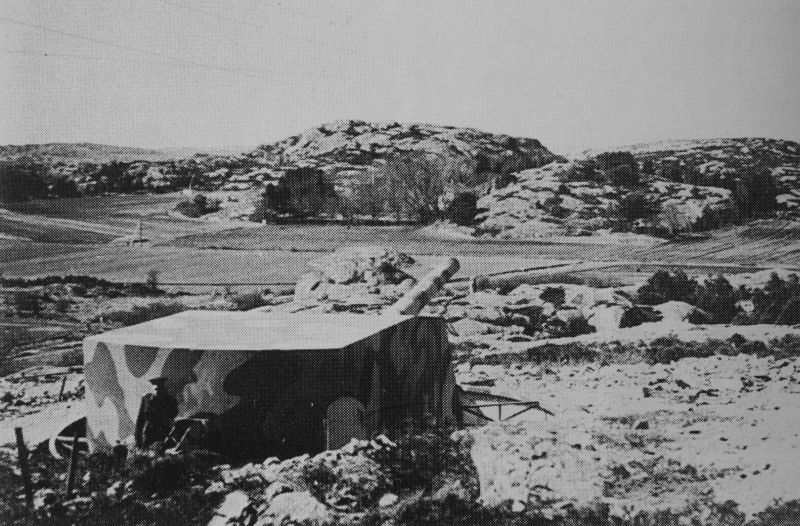
En av 24-centimeters kanonerna i Batteri Torslanda under Andra Världskriget.

Historien om Batteri Torslanda startar på riktigt när man ville flytta ut kustartilleripjäserna vid Oscar II:s fort längre ut i skärgården. Dessa pjäser, två stycken 24 cm m/04, ansågs vara grupperade för nära staden. Beslut fattades i slutet av trettiotalet, och nuvarande Fortifikationsverket förvärvade marken den 5 februari 1941. Man inledde bygget av tre anläggningarna A1, A2 och A3. Pjäserna modifierades och fick beteckningen 24 cm m/04-40 samt monterades i nya pansartorn. Förläggning, ammunitionsdurkar, sammanställningsplatser och utrymmen för batteriets tross var även de nedsprängda i bergrum under/i anslutning till pjäsen.
Med det nya lavettaget och ny ammunition ökades skottvidden från cirka 13 000 meter till 25 000 meter. Batteriet var fortifikatoriskt byggt för skydd mot konventionella vapen och skyddet utgjordes bland annat av 20 cm tjock pansarplåt. Pjäserna var väl dolda i berget, och det huvudsakliga hotet utgjordes av flyg. För att öka skyddet mot flygangrepp tillfördes batteriet en luftvärnstropp med två 40 mm automatkanoner m/36, i form av en enkelpjäs och en dubbelpjäs. Förutom de två kanonplatserna A1 och A2 omfattade Batteri Torslanda även en kommando- och stabsplats, A3. Denna låg placerad längst ut mot kusten mellan Hällsvik och Hjuvik. Dessutom fanns förläggningar åt batteristaben, signaltroppen och lv-troppen. Totalt fanns över 200 man förlagda i Batteri Torslanda.
Batteriet sköt för första gången 16 mars 1942 och årligen fram till 1951. Även om man därefter inte sköt från batteriet fortsatte det att vara en viktig länk i kustartilleriet och anläggning A3 fanns med i krigsorganisationen fram till 1956. I försvarsbeslutet 1958 bestämdes att alla svåra KA-batterier, det vill säga med kaliber över 15,2 cm, skulle läggas ned och de tre anläggningarna A1, A2 och A3 i Batteri Torslanda byggdes om. Anläggning A1 gjordes om till förläggning åt brigadstabskompaniets personal, A2 byggdes om till krigssjukhus och A3 byggdes om till stabsplats för 5. Kustartilleribrigaden (KAB 5). Pjäsernas uppgift blev nu att ge artilleriunderstöd till arméförband i Göteborg. 
De delvis i bergen insprängda anläggningarna användes fram till 1999 då även de två pjäserna, ibland kallade Lill-Klas och Stor-Klas, flyttades tillbaka till sina ursprungliga platser på Oscar II:s fort. Efter avrustningen såldes den norra/inre delen (Hästevik 2:39) den 7 juli 1999 till Myresjöhus, som i sin tur sålde marken till Skanska Mark och Exploatering Nya Hem AB den 1 november 2006. Den del av området som ligger närmast havet (Torslanda 9:2), där A3 fanns inrymt, är fortfarande (2010) i Fortifikationsverkets ägo. Hela området kallas i folkmun "militärområdet" och är ett populärt strövområde och utflyktsområde. Inom området finns än idag flera spår av anläggningarna, vilka i princip alla är förstörda/plomberade. Så sent som hösten 2009 stängdes några otillräckligt plomberade schakt.